# Pineta Zerbi
La pineta Zerbi è una delle aree verdi della città di Reggio Calabria.
Sorge tra il porto, il  viale Genoese Zerbi e  via Roma. Al suo interno vi è il Museo dello strumento musicale (all'interno dell'edificio dell'ex stazione lido) ed un piccolo luna park per bambini.